# Laura Yasán
Laura Yasán (sinh năm 1960) là một nhà thơ người Argentina.

## Nghề nghiệp
Trong suốt sự nghiệp của mình, Laura Yasán đã tổ chức các hội thảo viết về các đơn vị khám đường, nhà cho trẻ vị thành niên, nhà tị nạn và thư viện. Vào tháng 4 năm 2016, bà đã điều phối một hội thảo thử nghiệm về văn bản sáng tạo và phim tâm lý tại Trung tâm Văn hóa Đại học thuộc Đại học Quốc gia Đông Bắc (UNNE). Năm 1988, bà tham gia Antología Ilustrada de poesía lần thứ 3, và sau đó là tuyển tập thơ ca Zapatos Rojos 2000. Tác phẩm của bà đã được dịch một phần sang tiếng Anh và được xuất bản trên tạp chí Po Thơ Ireland Review năm 2002.
Từ năm 1998, bà là thành viên của A * (punto) Prieto, một nhóm phụ nữ dành riêng cho văn học.
Yasán đã tham gia nhiều lễ hội thơ và các cuộc gặp gỡ văn học khác nhau, như Liên hoan thơ quốc tế Rosario, Liên hoan thơ quốc tế lần thứ 13 của Medellín, Liên hoan thơ quốc tế lần thứ nhất ở Lima (2012), Liên hoan thơ Mỹ Latinh ở Buenos Aires (Tháng 6 năm 2015), Lễ hội thơ Correntino lần thứ 2, và Lễ hội thơ ở Mendoza (2016).
Với các tác giả Jorge Boccanera, Patricia Díaz Bialet và Juano Villafañe, bà đã viết bài thơ tập thể Con un tigre en la boca. Manual de los amantes năm 2016.

## Tác phẩm
- Cambiar las armas (ấn bản thứ 1). Buenos Aires: Botella al Mar. 1997. ISBN 978-950-513-277-5.
- Loba negra (ấn bản thứ 1). Buenos Aires: La Bohemia. 1999. ISBN 978-987-97444-0-6.
- Cotillón para desesperados (ấn bản thứ 1). Buenos Aires: La Bohemia. 2001. ISBN 978-987-1019-06-9.
- Tracción a sangre (ấn bản thứ 1). Buenos Aires: La Bohemia. 2004. ISBN 978-987-1019-19-9.
- Ripio (ấn bản thứ 1). Buenos Aires: Grupo Editor Latinoamericano. 2007. ISBN 978-950-694-781-1.   [12]
- La llave Marilyn (ấn bản thứ 1). Buenos Aires: Del Dock. 2010. ISBN 978-987-559-143-1.
- Pequeñas criaturas de lo incesante (ấn bản thứ 1). Buenos Aires: Zona Borde. 2015. ISBN 978-987-45769-3-4.   [13]
- Palabras no (ấn bản thứ 1). Buenos Aires: Zona Borde. ISBN 978-987-4120-00-7. Palabras no (ấn bản thứ 1). Buenos Aires: Zona Borde. ISBN 978-987-4120-00-7.     (tổng hợp)
- Ganado en su ley (ấn bản thứ 1). Palabrava. ISBN 978-987-4156-00-6.

## Giải thưởng
- Giải thưởng thơ ca EDUCA (Costa Rica, 1998), cho Loba negra
- Giải thưởng Fondo Nacional de las Artes (Buenos Aires, 1998)
- Giải thưởng thơ quốc tế thành phố Medellín lần thứ 4 (Colombia, 2002), đề cập đặc biệt đến ban giám khảo cho Cotillón para desesperados
- Giải thưởng de de Amasricas, Cuba 2008 [14]
- Giải nhất về thơ chưa xuất bản, giải thưởng thành phố của thành phố Buenos Aires (2011) [15]
- Giải thưởng Carmen Conde, Madrid, Tây Ban Nha, 2011 [16]